# Hulletia dumosa
Hulletia dumosa är en mullbärsväxtart som beskrevs av George King. Hulletia dumosa ingår i släktet Hulletia och familjen mullbärsväxter. Inga underarter finns listade i Catalogue of Life.